# Georg August Richter
Georg August Richter (* 9. April 1778 in Göttingen; † 18. Juni 1832 in Berlin) war ein preußischer Militärarzt und Professor der praktischen Medizin.

## Leben und Wirken
Georg August Richter war der Sohn des Göttinger Chirurgen August Gottlieb Richter. Er studierte Medizin in Göttingen und promovierte dort 1799. Anschließend machte er eine fünfjährige Reise ins Ausland und absolvierte nach seiner Rückkehr 1804 in Preußen die Staatsprüfungen. 1809 habilitierte er sich an der neu gestifteten Universität in Berlin. 1813 wurde er Oberstabsarzt beim preußischen Haupt-Reserve-Lazarett, zu Anfang 1814 Direktor des Lazaretts in Torgau. Im selben Jahr wurde er außerordentlicher Professor in Berlin. 1815 diente er als Direktor des Haupt-Reserve-Lazaretts in Köln. 1816 kehrte er nach Berlin zurück und folgte 1823 einem Ruf als ordentlicher Professor der praktischen Medizin nach Königsberg. 1832 starb er während der Cholera-Epidemie in Berlin an einem Schlaganfall.

## Werke
- De cancro linguae. Diss. med. Göttingen 1799
- Darstellung des Wesens, der Erkenntnis und Behandlung der gastrischen Fieber. Halle und Berlin 1812
- Medizinische Geschichte der Belagerung und Einnahme der Festung Torgau. Berlin 1814
- Nach den Aufzeichnungen seines Vaters:

Georg August Richter und August Gottlieb Richter. Die specielle Therapie. Doll, Wien 1817–1828 Band I 1817 (Digitalisat) Band II 1817 (Digitalisat) Band III 1817 (Digitalisat) Band IV 1817 (Digitalisat) Band V 1818 (Digitalisat) Band VI 1819 (Digitalisat) Band VII 1820 (Digitalisat) Band IX 1828 Register und Literatur (Digitalisat)